# Colmar Manor
Colmar Manor – miasto w Stanach Zjednoczonych, w stanie Maryland, w hrabstwie Prince George’s.